# Jezus (imię)

Jezus (łac. Iesus, gr. Ἰησοῦς) – imię męskie pochodzenia hebrajskiego. Polska forma imienia wywodzi się z formy łacińskiej i greckiej. Forma grecka jest przekształceniem imienia hebrajskiego, ‏יֵשׁוּעַ ,ישו‎ (Jehoszua), w formie skróconej Jeszua. Imię to znaczy – „Jahwe jest zbawieniem”. Forma aramejska ma postać ‏ܝܫܘܥ‎ Jeszua.
W niektórych kulturach używane jako imię własne, głównie w kręgu kulturowym języka hiszpańskiego. W Kościołach chrześcijańskich imię Jezus otoczone jest szczególną czcią jako imię własne wcielonego Syna Bożego.

## Etymologia
Hebrajskie imię Jeszua (‏יֵשׁוּעַ‎), będące skrótem od Jehoszua (‏יְהוֹשֻׁעַ‎, należy do tzw. imion teoforycznych co oznacza, że zawarte jest w nim imię własne Boga – JHWH. W tłumaczeniu na j. polski – „Jahwe jest zbawieniem”. Jego grecką transkrypcją jest Ἰησοῦς (Iēsous).
Równoznacznymi do imienia Jezus imionami biblijnymi są: Jozue i Ozeasz.

## Odpowiedniki w innych językach
- ang. Jesus
- arab. ‏‏عيسى‎ (zob. Jezus w islamie)
- esperanto: Jesuo[10]
- fr. Jésus
- gr. Ἰησοῦς
- hiszp. Jesús
- ros. Иисус
- wł. Gesù

## Stary Testament
W Starym Testamencie występuje wiele osób noszących to imię; do najbardziej znanych należą: następca Mojżesza Jozue, arcykapłan Jozue, syn Josadaka oraz Jezus, syn Syracha, autor Mądrości Syracha. Imię przetrwało wśród Żydów aż do II w. n.e. – sam Józef Flawiusz wymienia je 10 razy. Współcześnie w wielu językach także występują różne formy tego imienia (forma spolszczona „Jozue”; można się także spotkać z zapisami „Jehoszua”, „Jeszua”).

## Nowy Testament

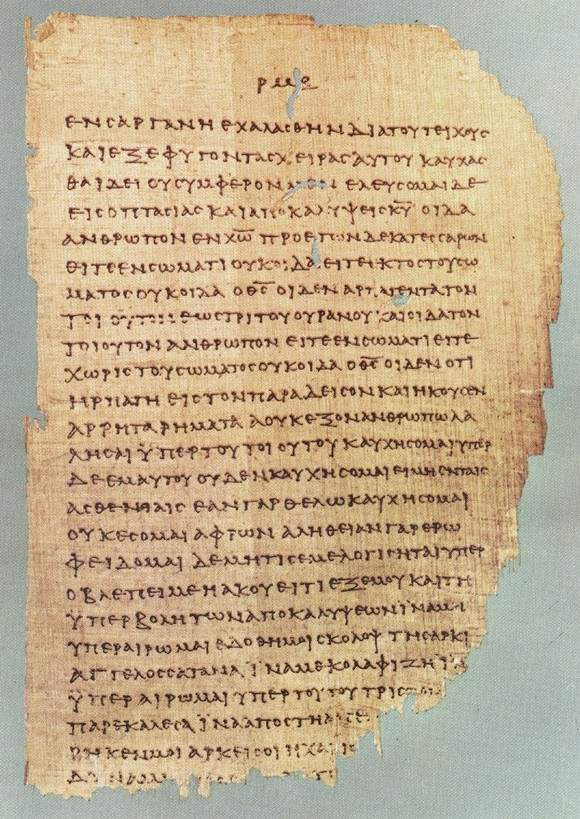
Papirus p^{46} (Chester Beatty II) jeden z fragmentów Nowego Testamentu z wymienionym imieniem Jezus

W Nowym Testamencie imię Jezus występuje 919 razy, w tym 913 razy w odniesieniu do Jezusa z Nazaretu. W pozostałych przypadkach odnosi się do: Jozuego, syna Nuna i następcy Mojżesza, Jezusa, przodka Jezusa Chrystusa ze strony matki, o którym mowa w tzw. „rodowodzie Jezusa” (Ewangelia Łukasza 3,29 BT), fałszywego proroka żydowskiego Bar Jezusa, współpracownika św. Pawła Jezusa Justusa i według niektórych przekazów tekstu także do Barabasza.
Jezusowi z Nazaretu imię nadane zostało zgodnie z poleceniem Boga, oznajmionym Marii przez anioła Gabriela:

Lecz anioł rzekł do Niej: Nie bój się, Maryjo, znalazłaś bowiem łaskę u Boga. Oto poczniesz i porodzisz Syna, któremu nadasz imię Jezus.

Dla odróżnienia od innych osób o tym imieniu Ewangelie nadają Jezusowi przydomki „z Nazaretu”, „Nazarejczyk” i tytuł „Chrystus”. Samo imię „Jezus” podkreśla ludzką naturę Jezusa. Ponadto Pismo Święte podaje ponad 50 innych określeń Jezusa. Wszystkie one dają obraz pierwotnej chrystologii. Spośród biblijnych określeń Jezusa zawierających imię „Jezus” jako człon, tzw. formuła wstępująca „Jezus Chrystus” oznacza, że Jezus z Nazaretu jest Mesjaszem, tzw. formuła zstępująca „Chrystus-Jezus” oznacza, że Syn Boży/Słowo Boże objawił się w Jezusie z Nazaretu; Pismo Święte łączy często imię „Jezus” także ze szczególnie istotnym tytułem „Pan” (Kyrios).

## Chrześcijaństwo

### Cześć w starożytności
Istnieją świadectwa szczególnej czci dla imienia Jezus wśród pierwszych chrześcijan. Na monumentach i w najdawniejszych manuskryptach pojawia się ono często w formie ΙΗ, stanowiącej skrót greckiego ΙΗΣΟΥΣ. Z tego greckiego skrótu wywodzi się trygram IHS, powstały w II w. przez dodanie końcowej sigmy, występujący szerzej od VI w. i do dziś szeroko obecny w liturgii.
Szczególny szacunek dla imienia Jezus znajduje wyraz także w pismach Ojców Kościoła. Wczesnym tekstem podkreślającym szczególne znaczenie tego imienia jest Pasterz Hermasa, sławiący wielkość i wszechmoc imienia Bożego. W Dialogu z Tryfonem św. Justyn mówi, że gdy niektórzy znieważają imię Chrystusa, cały świat grecki i barbarzyński modli się do Boga Stworzyciela w imieniu Ukrzyżowanego. Św. Piotr Chryzolog przypisywał imieniu Jezusa cudowne moce. Prawdopodobnie najstarszym przykładem kończenia listów i homilii doksologią wymieniającą imię Jezusa jest List św. Klemensa do Koryntian. Ten wzorowany na Liście do Rzymian zwyczaj stał się w następnych wiekach bardzo rozpowszechniony.

### Katolicyzm

#### Teologia

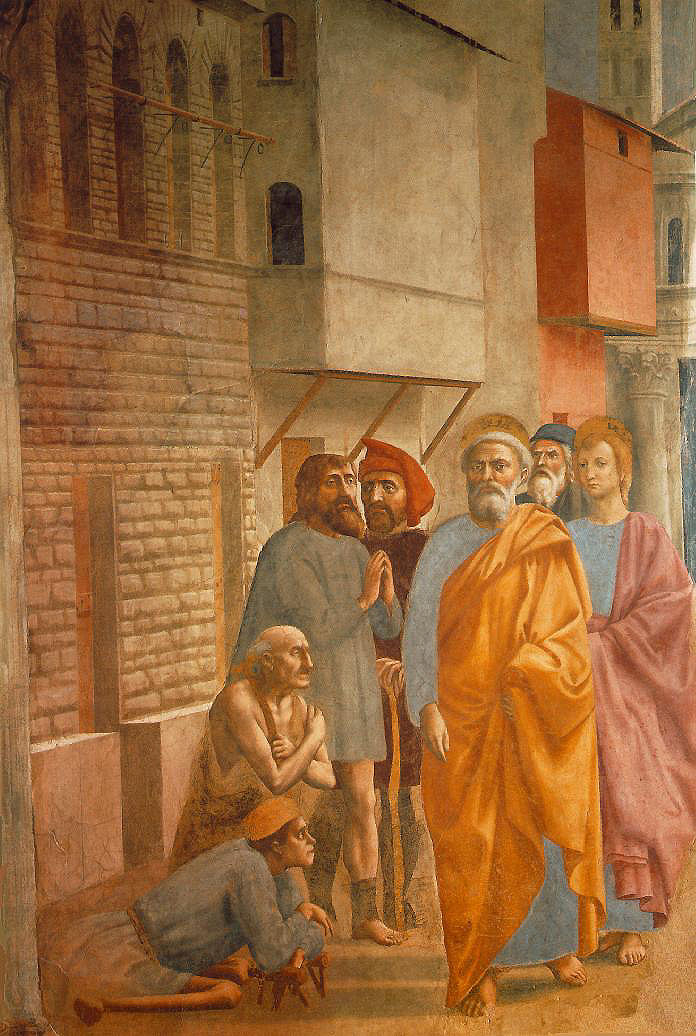
W imię Jezusa – chodź (por. Dz 3,6)

Kościół katolicki uznaje, że Jezus z Nazaretu jest jednocześnie w pełni Bogiem i w pełni człowiekiem (unia hipostatyczna). Syn Boży został człowiekiem i nie tracąc nic ze swojego bóstwa poprzez wcielenie, przyjął postać człowieka. Jako człowiek Syn Boży podlegał wszystkiemu, co ludzkie. Jako człowiekowi nadano mu również imię:

Gdy nadszedł ósmy dzień i należało obrzezać Dziecię, nadano mu imię Jezus

Syn Boży, będąc człowiekiem, jest identyfikowany przez mu współczesnych jako Jezus z Nazaretu, przez co podkreśla swoje człowieczeństwo.
W kulturze semickiej imię związane było z tożsamością. Imię Boga (JHWH) podlegało więc szczególnej czci i szacunkowi. W imieniu Jezus zawarte jest imię Boga oraz cel posłannictwa Mesjasza, który wcielił się w ludzką naturę po to, by zbawić. Imię własne Boga nie było przez Żydów wypowiadane. Odkąd jednak Syn Boży stał się człowiekiem, nowe imię Boga zostało ludziom objawione i powierzone. W ten sposób imię Jezus stało się imieniem własnym Boga, esencją wcielenia, epifanii i odkupienia człowieka.
Imię Jezus ma również podstawowe znaczenie w soteriologii:

Nie dano ludziom pod niebem żadnego innego imienia, w którym moglibyśmy być zbawieni

Oznacza to, że podstawą zbawienia jest zaakceptowanie Jezusa z Nazaretu jako Pomazańca i Syna Bożego, a nie wyłącznie jako proroka oraz że w Jezusie zawarta jest cała prawda o Bogu. Doktryna ta została potwierdzona m.in. w deklaracji Dominus Iesus z 2000 r.
Z imieniem Jezus związana jest również moc czynienia cudów, wypędzania złych duchów oraz skuteczność modlitwy, dlatego wszystkie katolickie modlitwy liturgiczne kończą się wezwaniem tego imienia.

#### Kult

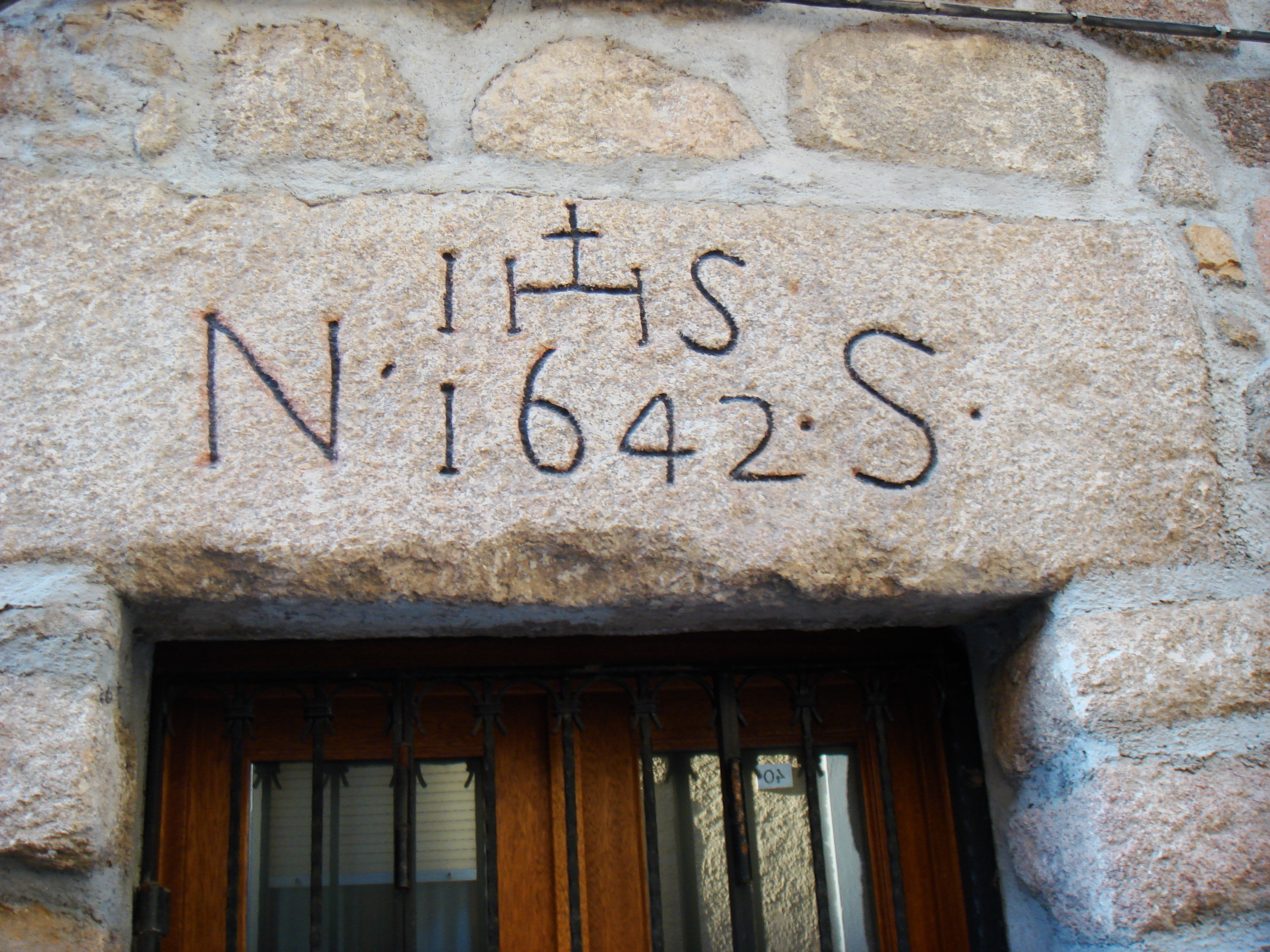
Trygram IHS na nadprożu domu (Sardynia)

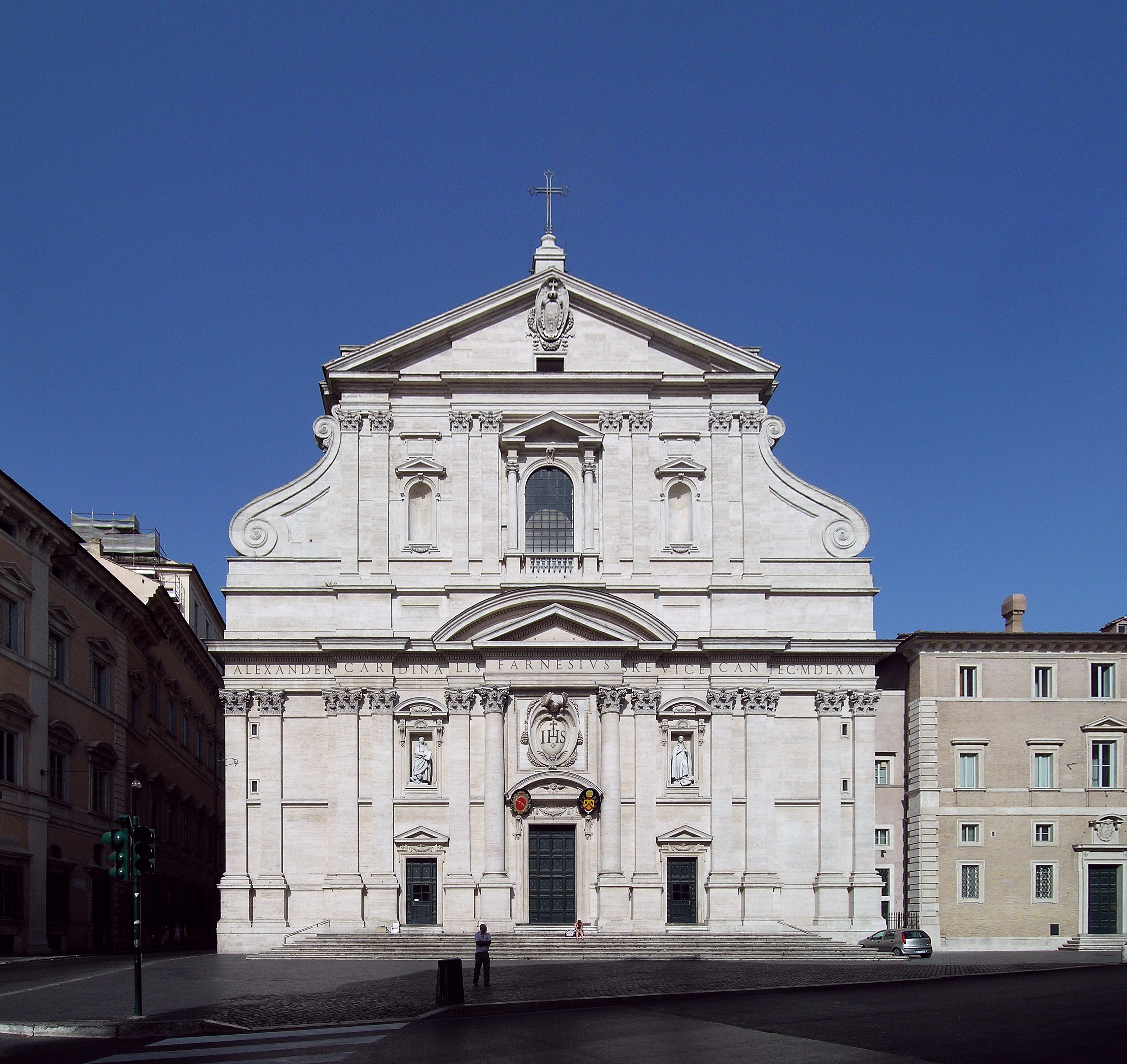
Fasada rzymskiego kościoła Świętego Imienia Jezus

W kulturze średniowiecza łacińskiego przejawy czci wobec imienia Jezus stanowiły element stałego wzrostu pobożności wobec świętości ludzkiej natury Chrystusa. Znaczną popularność zdobyła modlitwa do imienia Jezus napisana przez św. Anzelma z Canterbury: notuje ją wiele manuskryptów, została też w XV i XVI wieku włączona do druków godzinek . Piętnaste ze swoich kazań o Pieśni nad pieśniami poświęcił imieniu Jezus św. Bernard z Clairvaux. Jego fragmenty zostały włączone później do oficjum na cześć Najświętszego Imienia. Kazanie to zainspirowało znany XII-wieczny hymn Jesu dulcis memoria. Kult imienia Jezus propagowali następnie franciszkanie. Król Ludwik Święty, który był franciszkańskim tercjarzem, wyjednał u papieża Klemensa IV trzyletni odpust dla wszystkich, którzy będą odmawiać specjalną modlitwę do imienia Jezus. 25 kanon II Soboru Lyońskiego nakazał wiernym pochylać głowę w szacunku dla imienia Jezusa. Wkrótce po zakończeniu soboru papież Grzegorz X skierował do generała dominikanów bł. Jana z Vercelli list zachęcający do rozkrzewiania kultu Najświętszego Imienia.
W wieku XIV kult Najświętszego Imienia rozkrzewiali przede wszystkim: Richard Rolle, Henryk Suzo i Jan Colombini ze Sieny. Richard Rolle uznawał kult Najświętszego Imienia za jedną z podstaw życia duchowego i cnoty chrześcijańskiej – jego poglądy zaznaczyły się w duchowości klasztorów angielskich. Mistyk Henryk Suzo zwracał uwagę duchowieństwa niemieckiego na wielkość i potęgę imienia Jezus. Jan Colombini w swoich kazaniach rozpowszechniał kult Najświętszego Imienia wśród mas ludowych Italii.
Przełomem w dziejach kultu Najświętszego Imienia Jezus była działalność św. Bernardyna ze Sieny, jednego z najwybitniejszych kaznodziejów swoich czasów, który w kazaniach i przez posługiwanie się trygramem IHS dążył do przywrócenia mu czci i bronił przed nadużywaniem go przez bluźnierstwo i bezmyślne wymawianie. Szeroko zakrojoną kampanię na rzecz odnowienia kultu imienia Jezus św. Bernardyn rozpoczął w 1422 w Wenecji. Kazania gromadziły wielkie rzesze wiernych, które reagowały na nie entuzjastycznie. Znakiem kultu stała się złota tabliczka z imieniem Jezusa, którą Bernardyn posługiwał się podczas kazań. Rozpowszechniły się w Italii procesje, podczas których wierni nosili takie tabliczki. Działalność św. Bernardyna spotkała się jednak z oporem, gdyż niektórzy dopatrywali się w kulcie imienia Jezus znamion idolatrii. Ostro zwalczał go Savonarola, który uznawał tabliczki z imieniem Jezusa za formę praktyk magicznych. By przeciwstawić się tego rodzaju oskarżeniom, św. Bernardyn stanął w 1427 przed sądem papieskim – papież Marcin V po wysłuchaniu wyjaśnień udzielił kultowi imienia Jezus całkowitej aprobaty i zaprosił Bernardyna do wygłoszenia serii kazań w Rzymie. By uniknąć nowych nieporozumień nakazał przy tym, by prócz imienia Jezus na tabliczkach znajdował się także znak krzyża.
Do rozpowszechnienia się kultu w całej Europie przyczyniła się działalność kaznodziejska św. Jana Kapistrana, kontynuatora działalności św. Bernardyna. W swoich kazaniach o imieniu Jezus rozkrzewiał on kult w Italii, Francji i Niemczech. W 1455 papież poprosił św. Jana o pomoc kaznodziejską w organizacji krucjaty przeciwko Turkom – św. Jan miał mieć objawienie, że zwycięstwo zostanie osiągnięte dzięki mocy Najświętszego Imienia i Krzyża. Jako spełnienie objawienia interpretowano wielkie zwycięstwo chrześcijan w bitwie pod Belgradem (1456), do czego działalność Jana Kapistrana rzeczywiście się bardzo przyczyniła. Działalność Bernardyna ze Sieny i Jana Kapistrana miała znaczny wpływ na codzienną pobożność ludzi XV wieku. Powszechne stało się umieszczanie imienia Jezus na drzwiach wejściowych domów. Umieszczano imię Jezus w podpisach listów i oficjalnych dokumentów – św. Joanna d’Arc podpisywała tak wszystkie swoje listy, a w chwili śmierci trzykrotnie wypowiedziała słowo „Jezus”. Zachowały się średniowieczne modlitwy do tego imienia, np. angielska modlitwa:

Iesu, for Thy Holy Name
And for Thy bytter Passioun
Saue me frome synne and schame
And endeles dampnacion

Mimo powszechności kultu Najświętszego Imienia, przez długi czas nie istniało jego święto. Jako pierwszy z taką inicjatywą wystąpił franciszkanin Bernardyn z Busti, który prosił o nie papieży: Sykstusa IV i Innocentego VIII, a także ułożył specjalne oficjum o imieniu Jezus. Jednak dopiero papież Klemens VII zezwolił franciszkanom w 1530 na jego obchodzenie – przypadało ono wtedy na 14 stycznia. W 1721 dzięki staraniom cesarza Karola VI papież Innocenty XIII rozciągnął to święto na cały Kościół. Przypadało ono odtąd na drugą niedzielę od uroczystości Objawienia Pańskiego. Papież Pius X wyznaczył je na niedzielę między Świętem Obrzezania Pańskiego a Objawienia Pańskiego lub na 2 stycznia, jeśli zabraknie niedzieli między tymi świętami. Trzecie wydanie Mszału Rzymskiego przypisuje je jako wspomnienie dowolne na dzień 3 stycznia. Prócz mszy i oficjum istnieje także litania na cześć imienia Jezus. Forma używana obecnie została zatwierdzona w 1862 przez papieża Piusa IX, ale tylko dla ubiegających się o to diecezji. Papież Leon XIII rozciągnął aprobatę na cały świat. Imię Jezus wiąże się także z innymi modlitwami, jest elementem aktów strzelistych, dzięki jego pobożnemu wymawianiu można uzyskać odpusty. Pobożność do imienia Jezus jest bardzo żywa nie tylko w duchowości franciszkańskiej, ale też dominikańskiej i jezuickiej; dominikanie podjęli opiekę nad bractwami religijnymi Najświętszego Imienia, jezuici uczynili znak IHS swoim najważniejszym symbolem.

#### Zgromadzenia
Do zakonów, zgromadzeń zakonnych i instytutów świeckich pod wezwaniem Imienia Jezus należą m.in.: Rycerze Imienia Jezus (norweski zakon rycerski zwany też Seraphim) – zał. 1334; Rycerze Jezusa Chrystusa; Apostolscy Klerycy św. Hieronima (jezuaci); Siostry Świętego Imienia Jezus z La Ciotat (Soeurs du Saint-Nom); Siostry Świętego Imienia Jezus z Fontenay aux-Roses (Soeurs du Saint-Nom de Jésus); Siostry Najświętszego Imienia Jezus (Congregatio Sororum Nominis Jesu sub patronicinio Beatae Mariae Virginis Auxilii Christianorum); Instytut Świętego Imienia Jezus (Saint-Nom de Jésus, L’Institut séculier dominicain du Saint-Nom de Jésus); Dominikanki nauczycielki Najświętszego Imienia Jezus (Dominicaines Enseignantes do Saint-Nom de Jésus); Dominikanki Najświętszego Imienia Jezus z San Rafael (Congregation of the Most Holy Name); Dominikanki ze Zgromadzenia Najświętszego Imienia (Hermanas Dominicas del Sacratissimo Nombre de Jesús).

#### Bractwa
Od XVI wieku, zwłaszcza w Piemoncie, powstawały liczne bractwa Imienia Jezus – często z przekształcenia istniejących już dawniej bractw Imienia Bożego. Apostolat Imienia Jezus podjęli dominikanie, którym następnie Stolica Apostolska powierzyła tworzenie bractw Imienia Jezus. W okresie potrydenckim jezuici zakładali także bractwa Imienia Jezus.
W Polsce dominikanie rozwijali bractwa Imienia Jezus od XVII wieku. W Borku Wielkopolskim założył bractwo ks. Feliks Durewicz (1576–1642). Filipini z pobliskiego Gostynia zabiegali w 1687 u dominikanów o założenie bractwa Imienia Jezus w Świętej Górze, w swoim kościele w Studziannie wyznaczyli zaś (obchodzoną do dziś) uroczystość odpustową na cześć Imienia Jezus. Benedyktyni założyli bractwo Imienia Jezus i Imienia Maryi w Wąwolnicy. W diecezji przemyskiej istniało kilka bractw Imienia Jezus: w Rybotyczach (1601), Odrzykoniu (1615) i w Haczowie (1693). W archidiakonacie lubelskim od 1638 istniało bractwo Imienia Jezus przy parafii Tuchowicz, od 1714 bractwo różańcowe i bractwo Imienia Jezus przy parafii w Kocku, od 1730 bractwo Imienia Jezus przy dominikańskiej parafii w Zofiborze. W wieku XVIII trynitarze zakładali w Polsce bractwa Jezusa Nazareńskiego (Lwów, Kamieniec Podolski, Kraków, Lublin, Wilno).

### Protestantyzm
Cześć dla imienia Jezus obecna jest także w protestantyzmie. Według zasady soli Deo gloria z pobożności wykluczyć należy jako bałwochwalstwo wszelkie formy kultu, które nie dotyczą istoty Bóstwa oraz nie można ich jednoznacznie oprzeć na Piśmie Świętym. Dlatego też Kościoły protestanckie odrzucają m.in. kult świętych, czy kult obrazów.
Zdecydowana większość wyznań protestanckich zarówno ewangelickich, jak i ewangelicznych akceptuje ortodoksyjną chrystologię, według której Jezus Chrystus jest w całej pełni Bogiem. Dlatego też kult jego imienia (podobnie jak kult imienia Bożego w Starym Testamencie) jest kultem samego Boga i nie podlega wykluczeniu z pobożności w myśl zasady soli Deo gloria. Kościoły protestanckie podkreślają równocześnie, iż cześć dla imienia Jezus znana była pierwszym chrześcijanom i znajduje poparcie w Biblii:

Dlatego też Bóg wielce go wywyższył i obdarzył go imieniem, które jest ponad wszelkie imię, aby na imię Jezusa zginało się wszelkie kolano na niebie i na ziemi, i pod ziemią.

#### Wyrażanie czci
Oprócz modlitw, w protestantyzmie, cześć dla imienia Jezus jest wyrażana także w pieśniach, co towarzyszy m.in. nabożeństwom. W polskich środowiskach ewangelicznych popularnymi pieśniami na cześć imienia Jezus są m.in.: Jak słodko Imię Jezus brzmi, która w zwrotce czwartej wzywa: „Więc sławmy Imię Jezus!”, bądź też pieśń Znam Imię nad Imiona, która głosi w trzeciej zwrotce:

Twór wszelki niechaj głosi Imienia tego treść; Niech mocny hymn się wznosi, By oddać jemu cześć! Bo choćby wszechświat cały Wciąż nowym pieniem brzmiał, Nie odda dosyć chwały Za to, co w nim Bóg dał.

#### Wspólnoty chrześcijańskie
Także poza katolicyzmem funkcjonują wspólnoty pod wezwaniem Imienia Jezus. Można wśród nich wymienić anglikańskie żeńskie wspólnoty zakonne Wspólnota Świętego Imienia (Sisters of the Holy Name) i Wspólnota Świętego Imienia z Cheltenham (Community of the Holy Name).

## Ikonografia

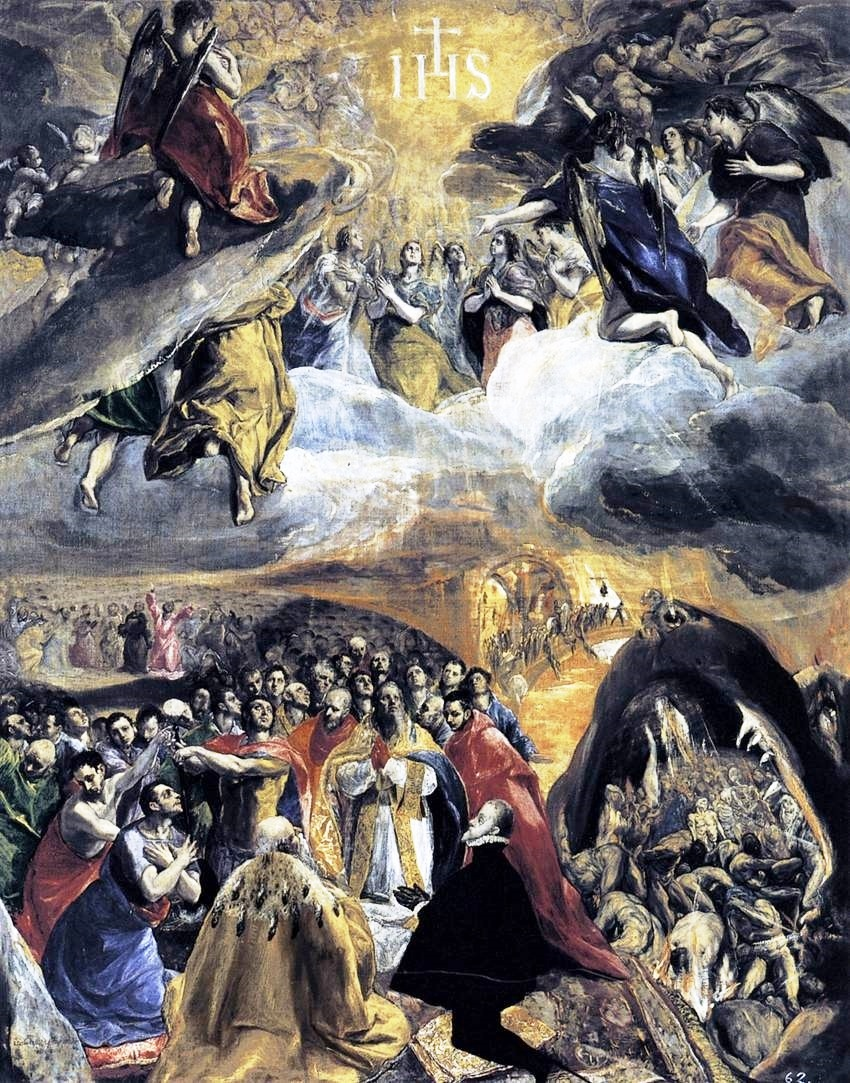
Adoracja świętego Imienia Jezus, El Greco

Najwcześniejsze formy ikonograficzne związane z imieniem Jezus to wczesnochrześcijańskie napisy. Charakterystyczne są formy wczesnych greckich manuskryptów starotestamentowych: imię Jezus zapisywane jest w nich za pomocą skrótu Ιϲ. Skrótu używano nie tylko ze względów praktycznych, ale też w celu podkreślenia sakralnego charakteru imienia. W biblijnych manuskryptach łacińskich z IV wieku pojawia się natomiast wzorowany na zapisie greckim trygram IHS.
Popularność trygramu IHS w ikonografii i liturgii późniejszej wiąże się z działalnością św. Bernardyna ze Sieny, od kiedy stał się jednym z najpopularniejszych symboli. Z 1424 pochodzi napis IHS na fasadzie kościoła Santa Croce we Florencji. Częste zresztą jest w sztuce przedstawianie trygramu IHS umieszczonego na płonącym dysku razem ze św. Bernardynem: stanowi on jego atrybut ikonograficzny. Taki znak wyhaftowała na swoim sztandarze św. Joanna d’Arc. Do rozpowszechnienia się trygramu IHS w liturgii i ikonografii przyczynili się także jezuici, wśród których przyjął się on jako skrót dla wyrażenia Iesus Hominum Salvator.
Prócz napisów istnieją także przedstawienia artystyczne adoracji i tryumfu imienia Jezus oraz kościoły pod jego wezwaniem. Do najbardziej znanych należy rzymski kościół Il Gesù, model kościołów jezuickich na całym świecie, szczególnie istotny dla dalszego rozwoju sztuki barokowej. Znajduje się w nim XVII-wieczny fresk sufitowy Bacciccia (G.B. Gauliego) Tryumf imienia Jezus, ukazujący adorację imienia Jezus przez aniołów i świętych. Innym znanym obrazem jest Adoracja świętego Imienia Jezus El Greca, pochodzący z 1577. Rozpowszechnione są także przedstawienia artystyczne monogramu Chi-Rho.

## Współczesność

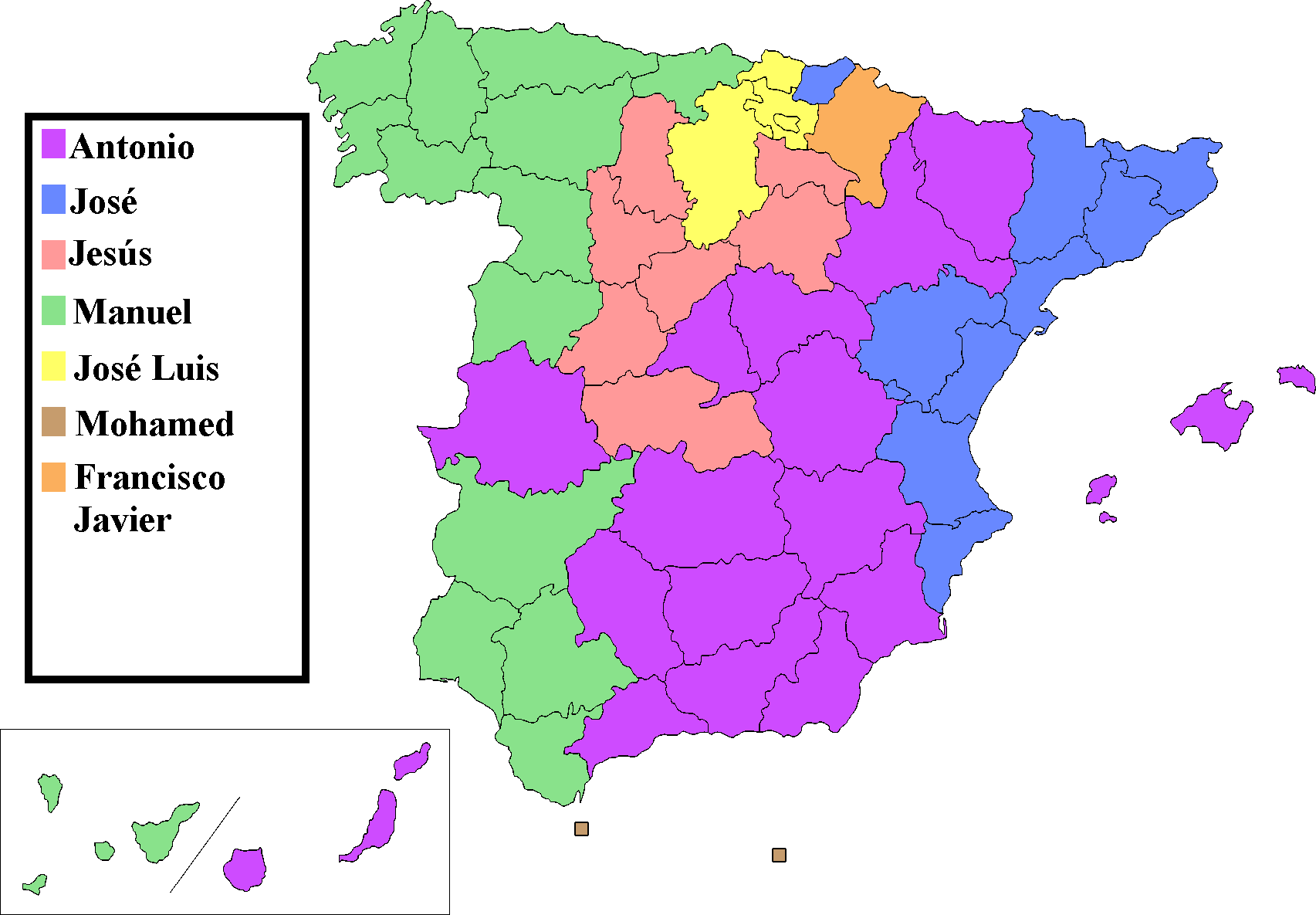
Najpopularniejsze imiona Hiszpanii według prowincji.

W Polsce nadawanie imienia Jezus, podobnie jak dawniej nadawanie imienia Maria, objęte jest tabu kulturowym. Według obliczeń opartych na bazie danych PESEL imię Jezus nosiła w Polsce jedna osoba, imię Jesus 6 osób. Istnieją jednak kultury, w których imię to jest często nadawane, dotyczy to zwłaszcza krajów w kręgu kulturowym języka hiszpańskiego. W języku hiszpańskim ma ono formę Jesús. W samej Hiszpanii jest to jedno z najbardziej popularnych imion: jako pierwsze imię nosi je 13,9/1000 mężczyzn, co czyni je dziewiątym co do popularności, jako człon imienia złożonego nosi je 26,5/1000 mężczyzn. W złożonych imionach hiszpańskich nadaje się je również kobietom, zwłaszcza w połączeniu María Jesús.
Poniższa tabela przedstawia dane statystyczne popularności imienia Jezus w niektórych krajach (w zależności od dostępności danych):
| Kraj                                                                         | Dane co do liczby noszących imię | Dane co do liczby noszących imię | Dane co do liczby noszących imię | Dane co do nadań imienia w danym roku | Dane co do nadań imienia w danym roku | Dane co do nadań imienia w danym roku | Dane co do nadań imienia w danym roku |
| Kraj                                                                         | Liczba noszących imię            | Odsetek noszących imię           | Popularność                      | Liczba nadań imienia                  | Odsetek nadań imienia                 | Popularność                           |                                       |
| ---------------------------------------------------------------------------- | -------------------------------- | -------------------------------- | -------------------------------- | ------------------------------------- | ------------------------------------- | ------------------------------------- | ------------------------------------- |
| Hiszpania (hiszp. Jesús). Dane co do noszących imię dotyczą imion złożonych. | 535 271 (2005)                   | 2,65%                            | 11.                              | 1736 (2005)                           | 0,72%                                 | 28.                                   |                                       |
| Stany Zjednoczone                                                            | 233 997 (1990)                   | 0,16%                            | 129.                             | 6266 (2005)                           | 0,22%                                 | 73.                                   |                                       |
| Chile                                                                        | –                                | –                                | –                                | 407 (2005)                            | 0,34%                                 | 62.                                   |                                       |

Nadawana bywa też żeńska forma tego imienia: Jesusa w języku hiszpańskim (nosi je np. meksykańska aktorka Jesusa Rodriguez) i Josune w baskijskim (nosi je np. Baskijka Josune Bereziartu).